# Делаж, Гюстав
Поль Аристи́д Гюста́в Дела́ж (фр. Paul Aristide Gustave Delage, 8 марта 1883, Лимож — 20 апреля 1946, Париж) — французский морской офицер, более известный как пионер авиации и авиаконструктор компании Nieuport. Аэропланы, сконструированные Делажем, активно использовались странами Антанты в годы Первой мировой войны.